# Ораховљани (Доњи Вакуф)
Ораховљани је насељено мјесто у Босни и Херцеговини у општини Доњи Вакуф које административно припада Федерацији Босне и Херцеговине. Према попису становништва из 1991. у насељу је живјело 129 становника.

## Географија
По последњем службеном попису становништва из 1991. године, у насељу Ораховљани живело је је 129 становника. Становници су претежно били Срби.

## Становништво
| Националност       | 1991.        | 1981. | 1971. |
| Срби               | 126 (97,67%) |       |       |
| Југословени        | 2 (1,55%)    |       |       |
| остали и непознато | 1 (0,77%)    |       |       |
| Укупно             | 129          |       |       |